# آنایس، شرانت-ماریتیم
آنایس (به فرانسوی: Anais, Charente-Maritime) یک کمون در فرانسه است که در Canton of La Jarrie واقع شده‌است.

## خصوصیات
آنایس ۹٫۴۴ کیلومترمربع مساحت و ۳۱۳ نفر جمعیت دارد و ۱۶ متر بالاتر از سطح دریا واقع شده‌است.